# WindowBlinds
WindowBlinds is een computerprogramma waarmee gebruikers het uiterlijk van Windowsvensters kunnen veranderen. Het programma werkt met zogenaamde skin-bestanden waarin de skin (thema) is opgeslagen.
WindowBlinds wordt ontwikkeld door Stardock en is een onderdeel van hun applicatiepakket Object Desktop. Het programma wordt ook apart verkocht. WindowBlinds ondersteunt onder andere Alpha Blending en het toepassen van semi-transparante patronen op reeds bestaande skins, om de weergave van Windows ook voor gebruikers met minder ervaring makkelijk hun virtuele omgeving kunnen personaliseren.